# Petros Protopapadakis
Petros Emmanouil Protopapadakis (griechisch Πέτρος Πρωτοπαπαδάκης; * 1860 in Naxos; † 28. November 1922 in Goudi) war ein griechischer Politiker und Ministerpräsident des Landes.

## Berufliche Laufbahn
Protopapadakis absolvierte ein Studium der Mathematik und des Ingenieurwesens in Paris. Nach seiner Rückkehr nach Griechenland 1890 war er als Ingenieur bis zur Fertigstellung 1893 am Bau des Kanals von Korinth beteiligt. Anschließend war er Professor an der hellenischen Militärakademie Scholi Evelpidon in Piräus (Στρατιωτική Σχολή Ευελπίδων).

## Politische Laufbahn
Er begann seine politische Laufbahn 1902 mit der Wahl zum Abgeordneten der Nationalversammlung (Voulí ton Ellínon). Dort vertrat er zunächst die konservative Nationalistische Partei (Κόμμα Εθνικόφρονων) von Theodoros Deligiannis. Von März bis August 1915 war er Finanzminister im ersten Kabinett von Dimitrios Gounaris.
1920 wechselte er zu der von Gounaris neu gegründeten Volkspartei (Λαϊκό κόμμα), die in Opposition zur Politik von Eleftherios Venizelos stand. Von Februar 1921 bis Mai 1922 war er erneut Finanzminister im zweiten Kabinett von Nikolaos Kalogeropoulos sowie im zweiten Kabinett von Gounaris. Der Erste Weltkrieg und vor allem die Kleinasiatische Katastrophe von 1922 brachten das Land erneut an die Grenzen seiner Belastbarkeit. Rund 1,5 Millionen griechische Flüchtlinge kamen aus Kleinasien und mussten integriert werden. Die politischen, sozialen und wirtschaftlichen Probleme hinterließen ihre Spuren auch bei der Drachme. Um die sich anbahnende Inflation abzuwenden, beschloss er als Finanzminister eine ungewöhnliche Zwangsanleihe einzuführen: Alle damals kursierenden Banknoten wurden in der Mitte durchgeschnitten. Die halbierten Scheine zirkulierten zu ihrem halben Wert, die linke Hälfte der Banknoten wurde beim Staat gegen Obligationen eingetauscht.
Vom 22. Mai bis zum 10. September 1922 war er schließlich selbst Ministerpräsident.
Nach einem Staatsstreich nach der Niederlage im Griechisch-Türkischen Krieg wurde im so genannten „Prozess der Sechs“ zusammen mit Gounaris, seinem Amtsvorgänger Nikolaos Stratos und drei Militärpersonen wegen Hochverrats angeklagt, zum Tode verurteilt und schließlich am 28. November 1922 hingerichtet.

## Biographische Quellen und Hintergrundinformationen
- Die Drachme als nationale Währung des neugriechischen Staates. (Memento vom 23. Oktober 2008 im Internet Archive)
- Michael M. Finefrock: Cause and Consequence of the Greek Plan to Seize Constantinople from the Allies, June–August 1922. In: The Journal of Modern History. Band 52, Nr. 1, On Demand Supplement, 1980, ISSN 0022-2801, S. D1047–D1066, online (Memento vom 30. September 2007 im Internet Archive).
- Adamantios Th. Polyzoides: Who murdered the Statesmen of Greece? (Memento vom 26. September 2007 im Internet Archive) In: The Nation. 13. Dezember 1922, ISSN 0027-8378.
- Evi Koukouraki: Von den griechischen Befreiungskriegen bis in die Gegenwart: Geschichte des jungen Griechenlands. 2003.
- Domestic Policy 1897–1922
- Ministerliste der Regierungen 1899–1924 (Memento vom 27. Mai 2007 im Internet Archive)

| Vorgänger        | Amt                                   | Nachfolger               |
| ---------------- | ------------------------------------- | ------------------------ |
| Nikolaos Stratos | Premierminister von Griechenland 1922 | Nikolaos Triantafyllakos |

| Personendaten    | Personendaten                                         |
| ---------------- | ----------------------------------------------------- |
| NAME             | Protopapadakis, Petros                                |
| ALTERNATIVNAMEN  | Protopapadakis, Petros Emmanouil (vollständiger Name) |
| KURZBESCHREIBUNG | griechischer Politiker und Ministerpräsident          |
| GEBURTSDATUM     | 1860                                                  |
| GEBURTSORT       | Naxos                                                 |
| STERBEDATUM      | 28. November 1922                                     |
| STERBEORT        | Goudi                                                 |